# کوا
کَوا، روستایی است از توابع بخش یانه‌سر شهرستان بهشهر در استان مازندران ایران.
مردم این روستا از قومیت طبری هستند. مردم این روستا به زبان طبری (مازندرانی) سخن می‌گویند.طوایف طبری این روستا شامل سه طایفه: قربانی، حسینعلی و رجبی می‌باشد. طایفه قربانی بزرگ‌ترین طایفه طبری‌تبار آیین روستا می‌باشد.
این روستا دارای سه شورا و یک دهیاری می‌باشد.
مردم منطقه کوا را به بهشت آبها می‌شناسند.
همچنین بسیار قدیمی و دارای اشیای قیمتی زیادی است که البته بخاطر دزدی‌های زیاد به سرقت رفت.
این روستای کوچک که با شهر چهارساعت فاصله دارد مرجع تقلید و علمای بسیاری دارد و بقولی عالم خیز است.
هزارجریب، یکی از نواحی طبرستان بوده‌است. این منطقه به مرکزیت کیاسر که از مناطق شمالی شاهرود شروع شده تا نزدیکی فیروزکوه و قسمتی از استان سمنان امروزی را شامل می‌شد. در بعضی از کتب تاریخی، این سرزمین در سال‌های ۸۹ قبل از هجرت تا ۷۵۰ هجری بمدت ۸۴۴ سال پایتخت باوندیان یا آل باوند بود. چندین گورستان گبری و هرمزد پرستی در مناطق هزارجریب و در اطراف کوا وجود دارد که قدمت تاریخ این سرزمین را تا قبل از اسلام می‌رساند.
همچنین در کوا با وجود چندین گورستان گبری نشین و چندین تپه‌های باستانی و مسجد تاریخی از جمله مسجد شپام و همچنین مسجد استاجنان و وجود چند حمام خزینه تاریخی و با همین قدمت و همچنین چندین مورد تپه‌های باستانی، واقع است. اشیا تاریخی و باستانی بسیاری از این منطقه از طریق حفاری‌های غیرمجاز به سرقت رفته، که تاریخ سکونت این منطقه را در گمنامی پنهان نمود.

## جمعیت
این روستا در دهستان عشرستاق قرار دارد و براساس سرشماری مرکز آمار ایران در سال ۱۳۸۵، جمعیت آن حدوداً ۲۰۰۰ نفر (۵۰۰خانوار) بوده‌است. مردم اکوا از قومیت طبری هستند. مردمکوا به زبان طبری (مازندرانی) سخن می‌گویند.